# Semlyéksásosok

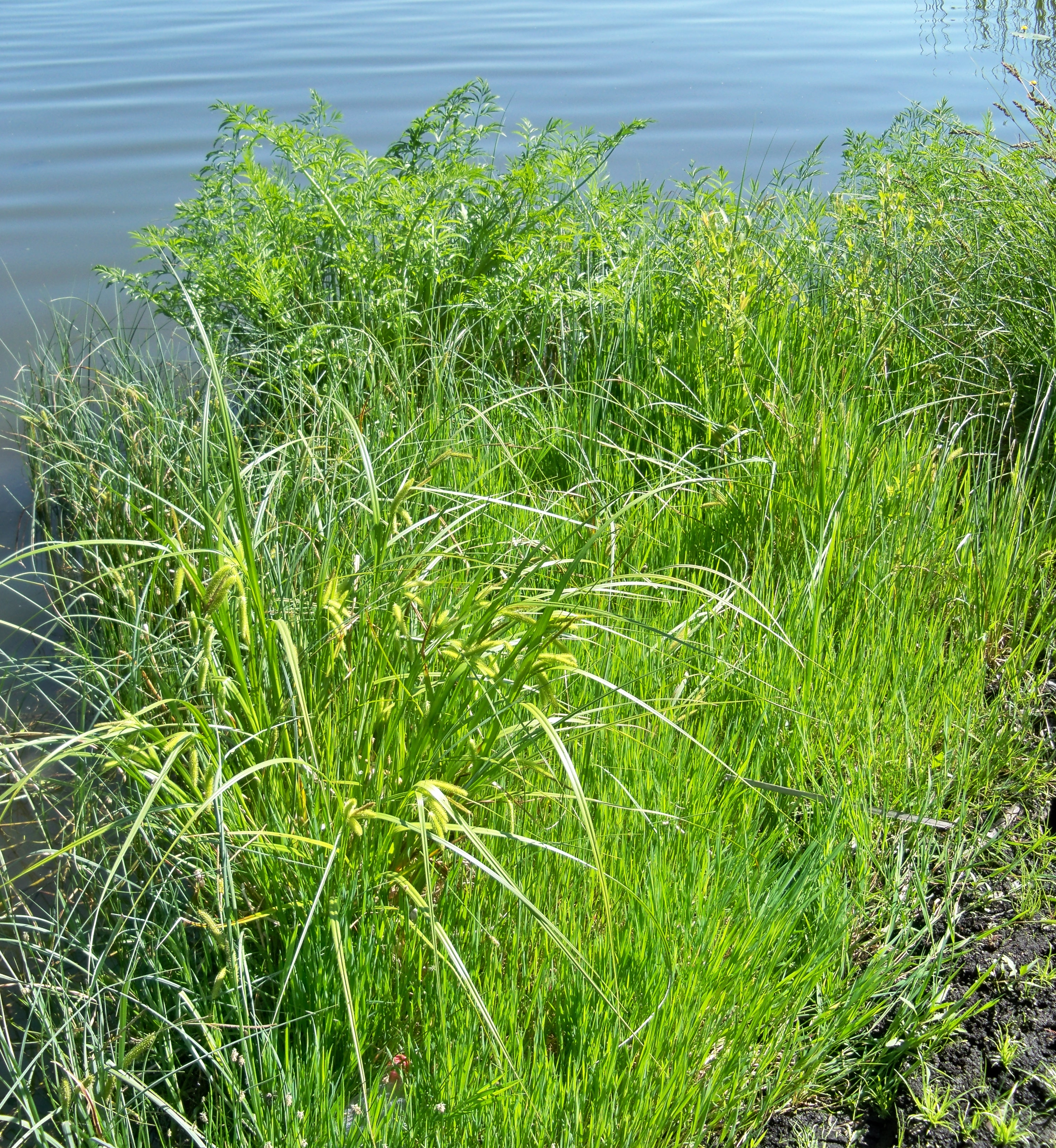
Bugás sásos (Caricetum paniculatae)

A semlyéksásosok a magassásos növénytársulások (Magnocaricetalia) egyik társulástani alcsoportja.

## Megjelenésük, fajösszetételük
Laza szerkezetű társulások a zsombékosok között tág, mélyebb, nyílt vizes semlyékekekkel. Utóbbiak növényzete önálló, a zsombékoktól független; a zsombékos társulás részeként bekerülnek annak fajkombinációjába.
Jellemző fajaik a ritkás csomókban növő semlyéksások:
- villás sás (Carex pseudocyperus),
- hólyagos sás (Carex vesicaria),
- hengeres sás (Carex diandra),

amelyek között gyakran sűrű gyepfoltokat alkot:
- a vidrafű (Menyanthes trifoliata),
- a tőzegeper (Comarum palustre) és
- a gyilkos csomorika (Cicuta virosa).

A nyíltvizes fázisban rendszeresek a békalencsehínár (Lemnetalia) fajok.

## Társulástani felosztásuk
Borhidi Attila három társulást sorolt az alcsoportba:
- csomorikás villás sásos (Cicuto — Caricetum pseudocyperi) Boer et Sissingh 1942,
- semlyéksásos (Carici pseudocyperi — Menyanthetum) Soó 1955,
- dunántúli semlyéksásos (Ludwigio — Caricetum pseudocyperi) Borhidi & Járai-Komlódi (1959) in Borhidi 1996

Közülük a típustársulás a névadó semlyéksásos.